# John E. Walker
John Ernest Walker (sinh 7 tháng 1 năm 1941) là nhà hóa học người Anh đã đoạt Giải Nobel Hóa học năm 1997.

## Cuộc đời và Sự nghiệp
Ông sinh tại Halifax, Yorkshire, (Anh), con của Thomas Ernest Walker và Elsie Lawton. Ông cùng 2 người em gái lớn lên ở vùng nông thôn và theo học trường trung học Rastrick. Sau đó, ông học ở St Catherine’s College của Đại học Oxford, tốt nghiệp bằng cử nhân ở đây. Ở trường, ông ham mê thể thao và chuyên học Vật lý cùng Toán học.
Ông bắt đầu nghiên cứu các chất kháng sinh peptide dưới sự hướng dẫn của Edward Abraham ở Đại học Oxford từ năm 1965 và đậu bằng tiến sĩ năm 1969. Trong thời gian này ông chú trọng tới các sự phát triển sinh học phân tử.
Từ năm 1969 tới 1971, ông làm việc ở Đại học Wisconsin-Madison (Hoa Kỳ), và từ năm 1971–1974 ở Pháp. Ông gặp Fred Sanger năm 1974 ở 1 xưởng của Đại học Cambridge, và Sanger đã mời ông tới làm việc ở Phòng thí nghiệm Sinh học phân tử của Hội đồng nghiên cứu Y học. Trong số các người làm việc ở đây có Francis Crick, người nổi tiếng vì đã phát hiện ra cấu trúc phân tử của DNA.
Ban đầu, ông phân tích các chuỗi protein và sau đó khám phá ra các chi tiết của mã gien thay đổi trong ti thể. Năm 1978, ông quyết định áp dụng các phương pháp hóa học protein vào các protein màng.
Ông đoạt Giải Nobel chung với nhà hóa học Mỹ Paul D. Boyer cho việc làm sáng tỏ cơ cấu enzym cơ bản của việc tổng hợp adenosine triphosphate. Họ chia sẻ giải này với nhà hóa học Đan Mạch Jens Christian Skou cho một nghiên cứu khác, không liên quan tới nghiên cứu của họ.
Hiện nay ông làm giám đốc Mitochondrial Biology Unit (trước là Dunn Human Nutrition Unit) ở Đại học Cambridge.
Ông được phong tước hầu năm 1999.

## Gia đình
Ông kết hôn với Christina Westcott năm 1963. Họ có hai người con gái.